# Dexiinae
Dexiinae es una subfamilia de moscas de la familia Tachinidae. La mayoría son parasitoides de larvas de Coleoptera o Lepidoptera.

## Tribus y géneros
- Tribu Dexiini
  - Billaea Robineau-Desvoidy, 1830
  - Dexia Meigen, 1826
  - Dinera Robineau-Desvoidy, 1830
  - Estheria Robineau-Desvoidy, 1830
  - Prosena Le Peletier & Serville, 1828
  - Senostoma Macquart, 1847
  - Trixa Meigen, 1824
- Tribu Dufouriini
  - Dufouria Robineau-Desvoidy, 1830
  - Freraea Robineau-Desvoidy, 1830
  - Microsoma Macquart, 1855
  - Rondania Robineau-Desvoidy, 1850
- Tribu Voriini
  - Athrycia Robineau-Desvoidy, 1830
  - Blepharomyia Brauer & Bergenstamm, 1889
  - Campylocheta Róndani, 1859
  - Cyrtophleba Róndani, 1856
  - Eriothrix Meigen, 1803
  - Periscepsia Gistel, 1848
  - Phyllomya Robineau-Desvoidy, 1830
  - Ramonda Robineau-Desvoidy, 1863
  - Thelaira Robineau-Desvoidy, 1830
  - Voria Robineau-Desvoidy, 1830
  - Wagneria Robineau-Desvoidy, 1830
- Tribu Uramyini
  - Itaplectops Townsend, 1927[2][3]
  - Thelairaporia Guimaraes 1980[4]
  - Uramya Robineau-Desvoidy, 1830